# Tillobroma asiliformis
Tillobroma asiliformis là một loài ruồi trong họ Asilidae. Tillobroma asiliformis được Wulp miêu tả năm 1882. Loài này phân bố ở vùng Tân nhiệt đới.